# Dulkadir, Tavşanlı
Dulkadir là một xã thuộc huyện Tavşanlı, tỉnh Kütahya, Thổ Nhĩ Kỳ. Dân số thời điểm năm 2008 là 47 người.